# 石田ヨウスケ
石田 ヨウスケ（いしだ ようすけ、1977年12月17日 - ）は、日本の俳優、脚本、講師。
所属事務所は現在はフリー。
宮城県出身。

## 人物
- 父方は足軽、母方も徳川将軍家に仕える武家の家系であり、一族の文献も多く存在する。

- 幼い頃より、映画をよく観ていたが中でも洋画が好き。音楽や映画、ドラマなどは４歳上の姉の影響もあり、芝居に関する影響も多い。

「風と共に去りぬ」「サウンド・オブ・ミュージック」など、当時から多く知られる名作に触れてきたことも、今となっては財産になっている。
年月をかけて様々なジャンルの芝居を観続けていくうちにマルチな演技をすることで色々な人々を喜ばせたり感動を与えたいと思う様になる。初舞台はメインの役どころであり、演者としてのスタートを切るにあたり、貴重な体験ばかりだったと後に口述。
- 高校時代は、弓道部に所属。

段位は弐段。
- 趣味のひとつで音楽もジャンル多く好み、

初めて購入したギターは
Epiphone製レスポールスタンダード。
また、ベース、ピアノなどを練習する様になる。今でも音楽好きで、
好きなジャンルはロック・クラシック・ジャズ・フォークなど。歌うことも好む。
- 虫や蛙が大の苦手であり、昆虫やアマガエルも触ることが一切出来ない。

- 趣味は楽器、イラスト、史跡を観る、

1人カラオケ、アニメなど。
- 日本酒、ワインに関する事柄にプライベートでも多く携わっている。

　また、お酒・地元食材などに関して
情報番組や専門誌からの取材も度々受けている。

## 出演

### 舞台
- 白地に赤く 〜そして僕は風になった〜

-不動産業者
- バンク・バン！・レッスン　-勝又
- チョロンパ　-横山刑事
- リプレイ　-教師
- また逢おうと竜馬は言った　-小久保課長
- 萌え☆パニ　-矢口　教師（２役）、方言指導
- 君のために　-岡田大尉
- サンタクロースが歌ってくれた

-平井太郎（江戸川乱歩）
- 願　-執政官ヒザシ
- ラン・フォー・ユア・ワイフ　-ポーターハウス警部
- BIOHAZARD THE Experience

　東京・神戸公演　-イハラ
- 義風堂々！！

　東京・大阪公演  -アンサンブル
- Kiss Me You

〜戦後７３年を飛び越えて〜　-薄井少佐
- 音楽劇　TOM and JERRY 〜夢よもう一度〜　名古屋・東京公演

（全稽古期間中、トム役・ジェリー役を含め
　全６役を１人で稽古代役をつとめる）

### ＴＶドラマ
- 婚カツ！　-パーティー客
- アタシんちの男子　-ホームレス
- 世にも奇妙な物語　２０周年スペシャル

　　〜人気番組共演編〜
　『ナデ様の指輪』
- 嬢王３ 〜Special Edition〜　-報道記者
- 世にも奇妙な物語　２１世紀２１年目の特別編

『通算』 -刑事
- 絶対零度 ～特殊犯罪潜入捜査～　-MNP研究員
- 世にも奇妙な物語　'１２秋の特別編

　『蛇口』　-教師
- ショムニ2013　-満帆商事社員
- ケイジとケンジ 〜所轄と地検の２４時〜

-折田康裕

映画
- YOSHIMOTO DIRECTOR'S １００

「ジブンレース」
- BALLAD 〜名もなき恋のうた〜　-足軽
- レオン　-ウェイター
- 大綱引の恋　-久保正一
- 吟ずる者たち　-蔵人頭